# Свердловина 48-ГД

Свердловина 48-ГД — гідрогеологічна пам'ятка природи місцевого значення. Розташовується в Волноваському районі Донецької області, в селі Зелений Гай, на території дитячого оздоровчого комплексу «Сонячна галявина». Статус пам'ятки природи присвоєно рішенням облвиконкому № 26 від 11 січня 1978.
Площа — 0,1 Га. Свердловина 48-ГД — джерело радонових вод. Свердловині присвоєна категорія А. Затверджені запаси — 262 м³/добу.
Входить до Велико-Анадольського родовища мінеральних вод, що знаходиться в Південній частині Українського кристалічного масиву і зоні зчленування Приазовського кристалічного масиву і Складчастого Донбасу.
Пробурена в 1970 році. Зі свердловини розливається лікувально-столова, складного катіонного складу, гідрокарбонатно—сульфатна вода малої мінералізації. Промисловий розлив води здійснюється під торговою маркою «Ассоль» і відповідає ДСТУ 878-93, при цьому згідно з вимогами НРБУ-97 знижується концентрація радону.
Глибина свердловини: 84,2 метра. Каптаж проводиться з інтервалу глибин від 38,7 до 84,2 метра. Рівень води в свердловині знаходиться на позначці 3,6 метра. Дебіт свердловини: 13,8 м ³ / год.
Водовмісні породи в свердловині представлені утвореннями архей — протерозойського періоду. З 38,7 по 51 метр — граніти сірувато-рожеві, з 51 по 78 метр дрібнозернисті і середньозернисті граніти, від 78 до 84,2 метра — мігматити світло-сірі тріщинуваті .
Покрівлю водяного комплексу з 0,6 по 16 метрів складають четвертинні суглинки, з 16 по 24 метри — різнозернисті каоліністі піски, з 24 по 31 метр — кора вивітрювання кристалічних порід, з 31 по 38,7 метра — гнейси сильно вивітрені.
Мікробний ценоз води становлять сапрофіти (8х102 КУО / см ³), олігокарбофіли (2х103 КУО / см ³). Зустрічаються бактерії, що окислюють залізо (103х101 КУО / см ³) і бактерії, що окислюють марганець (6х101 КУО / см³). Сапрофіти засвоюють органічні речовини і збільшують інтенсивність самоочищення води.
Показаннями до медичного використання лікувально-столової води зі свердловини, що випускається під торговою маркою «Ассоль» є хронічні захворювання шлунково-кишкового тракту і захворювання печінки і жовчних шляхів.